# Nicolas Cottoner y de Oleza
Nicolas Cottoner y de Oleza, né en 1608 à Majorque et mort le 29 avril 1680 à Malte, est un religieux catholique espagnol, qui fut le 61e grand maître des Hospitaliers de l'ordre de Saint-Jean de Jérusalem, succédant ainsi à son frère Rafael.

## Sources bibliographiques
- Bertrand Galimard Flavigny (2006) Histoire de l'ordre de Malte, Perrin, Paris